# Santa Cruz (Davao do Sul)
Santa Cruz é um município de  primeira classe de renda municipal (d) na província Dávao do Sul, nas Filipinas. De acordo com o censo de 1 de maio  de  2020 possui uma população de 101 125 pessoas e 26 424 domicílios.